# Stan (chanson)
Pour les articles homonymes, voir Stan.
Singles de Eminem
The Way I Am
(2000) Without Me
(2002)
Singles par Dido
Don't Think of Me
(2000) Thank You
(2001)
Stan est le troisième single issu de l'album studio du rappeur Eminem, The Marshall Mathers LP.
La chanson raconte l'histoire fictive et tragique d'un fan d'Eminem du nom de Stan. Celui-ci, se rendant compte que le rappeur ne répond pas à ses lettres, tue sa compagne qui est enceinte et se suicide. En réalité, Shady était occupé et ne pouvait pas répondre aux lettres. Le nom Stan, en réalité une contraction des mots stalker et fan, est resté dans la culture populaire comme un terme désignant un fan perdant la raison pour une personnalité qu'il admire. Il s'agit aussi du nom que se sont donné les fans d'Eminem.
Le titre apparaît sur la compilation d'Eminem sortie en 2005, Curtain Call: The Hits. Deux versions apparaissent, la version originale avec Dido et une en live aux Grammy Awards 2001 avec la participation du chanteur anglais Elton John. La dernière citée fait office de version censurée.

## Historique
Stan est enregistrée en 1999 par le rappeur et la chanteuse Dido. Eminem écrit cette chanson lui-même. Le morceau est produit par The King 45 et par Eminem lui-même. Il sample le premier couplet de la chanson Thank You de Dido. Les deux chansons sortent comme single à la fin de l'année 2000. 

## Clip
Au début du clip, Stanley (Stan) (incarné par l'acteur Devon Sawa) est dans sa salle de bain, changeant la couleur de ses cheveux grâce à une lotion qui le teint en blond. Puis sa petite amie enceinte (incarnée par la chanteuse en featuring, Dido) arrive et commence à l'énerver. Il quitte alors la salle de bain pour aller dans son sous-sol. C'est alors que débute la chanson.
Lorsque Stan arrive dans son sous-sol, il s'assied à sa table puis commence à écrire sa première lettre avec beaucoup de confiance, tout en chantant (premier couplet). Il demande des nouvelles de Slim Shady et affirme en être le plus grand fan.
Six mois plus tard : Stan devant sa télévision, attendant la réponse d'Eminem (Slim dans la chanson), se dispute avec sa petite amie et descend à nouveau dans son sous-sol. Il y écrit sa deuxième lettre qui est assez violente et dans laquelle il exprime les raisons de son impatience (comme la promesse de réponse d'Eminem à son petit frère, qui est aussi un petit fan, lors d'une rencontre à Denver), et cela également tout en chantant (deuxième couplet). Il explique que son obsession de Slim Shady rend jalouse sa petite amie et affirme avoir recours à la scarification « pour voir combien ça saigne » et pour la montée d'adrénaline que cette pratique lui procure.
Le soir même, Stan et sa petite amie sont endormis. Sa petite amie se lève, se rend dans le sous-sol et découvre sur le bureau de son compagnon une photo de leur couple sur laquelle Stan a recouvert l'image de sa petite amie par celle de Slim. Stan débarque alors et emmène de force sa compagne avec lui dans le coffre de sa voiture, dans le but de se suicider en se jetant du pont. Au volant, Stan dit ses dernières paroles à Eminem sur un magnétophone, et il déclare même avoir bu une bouteille de vodka (a fifth of vodka = 750 ml) et avoir pris des somnifères. Il reproche à Slim Shady de l'avoir laissé sombrer et de n'avoir rien fait pour le sauver de la noyade. Ce n'est qu'arrivé sur le pont que Stan se demande comment il va faire parvenir la cassette à Eminem.
Quelques semaines après la mort de Stan, Eminem, à bord d'un train, lit les lettres que Stan lui a envoyées et lui répond. Au moment de conclure sa lettre de réponse, Eminem décrit à Stan un drame qui a eu lieu récemment et qui a défrayé la chronique : l'histoire d'un type ivre qui s'est suicidé en voiture après avoir enfermé sa petite amie dans le coffre du véhicule. Ce n'est que dans les dernières secondes de la chanson qu'Eminem se rend compte que le drame en question concernait justement Stan.
Lors du coup de tonnerre final lorsque Eminem dit « Damn » on peut apercevoir Stan par la fenêtre, silencieux et immobile.
La chanson fait un usage intensif d'effets sonores comme le feutre qui écrit ou la voiture roulant et dérapant.
La majorité des chaînes musicales françaises ont diffusé le clip avec des sous-titres.

## Crédits
Stan
Bass – Mike Elizondo
Co-producer – Eminem
Engineer [Recording And Mix Engineer] – Richard "Segal" Huredia
Featuring – Dido
Guitar – Sean Cruse
Mixed By – Eminem
Producer – The 45 King

## Distinctions et postérité
La chanson est nommée à de nombreuses cérémonies comme les MTV Europe Music Awards dans la catégorie « meilleure chanson » ou aux MTV Video Music Awards dans quatre catégories.
Stan est considérée comme l'une des meilleures chansons de la carrière d'Eminem et comme un titre important de l'histoire de l'industrie musicale. En 2003, le magazine Rolling Stone la classe 296e du classement des « 500 plus grandes chansons de tous les temps », seulement trois ans après sa sortie. Elle est classée 59e d'un classement similaire du magazine Q, réalisé en 2006. VH1 la classe comme la 15e « meilleure chanson de hip-hop ». Elle est également incluse dans la sélection des 660 « chansons qui ont façonné le rock 'n' roll » du Rock and Roll Hall of Fame.
Le magazine Complex publie en 2011 le classement des « meilleures chansons d'Eminem ». Stan se classe deuxième derrière Lose Yourself.
En 2017, le terme Stan intègre l'Oxford English Dictionary, où il désigne « un fan excessivement zélé ou obsédé par une célébrité en particulier ». Les fans d'Eminem ont également repris le nom pour se désigner eux-mêmes.

### Classements
La chanson termine à la première position des classements hebdomadaires en Australie et au Royaume-Uni, témoignant de son grand succès commercial. 
| Pays - classement (2000/2001)                           | Meilleure position |
| ------------------------------------------------------- | ------------------ |
| Australie                                               | 1                  |
| Autriche                                                | 1                  |
| Belgique (Nl)                                           | 3                  |
| Belgique (Fr)                                           | 2                  |
| Danemark                                                | 1                  |
| Europe                                                  | 1                  |
| Finlande                                                | 1                  |
| France                                                  | 6                  |
| Allemagne                                               | 1                  |
| Grèce                                                   | 1                  |
| Irlande                                                 | 1                  |
| Italie                                                  | 1                  |
| Pays-Bas                                                | 3                  |
| Nouvelle-Zélande                                        | 14                 |
| Norvège                                                 | 3                  |
| Roumanie                                                | 1                  |
| Suède                                                   | 3                  |
| Suisse                                                  | 1                  |
| Royaume-Uni                                             | 1                  |
| États-Unis - Billboard Hot 100                          | 51                 |
| États-Unis - Billboard Hot Modern Rock Tracks           | 14                 |
| États-Unis - Billboard Hot R&B/Hip-Hop Singles & Tracks | 36                 |
| États-Unis - Billboard Rhythmic Top 40                  | 9                  |
| États-Unis - Billboard Hot Rap Songs                    | 22                 |

| Classement de fin d'année (2000/2001) | Position |
| ------------------------------------- | -------- |
| Australie                             | 6        |
| Autriche                              | 6        |
| Belgique (Nl)                         | 31       |
| Belgique (Fr)                         | 20       |
| France                                | 29       |
| Suisse                                | 3        |

| (2000-2009) | Position |
| ----------- | -------- |
| Allemagne   | 79       |
| Israël      | 14       |

| Pays        | Certification | Date             | Ventes  |
| ----------- | ------------- | ---------------- | ------- |
| Australie   | 2 × Platine   | 2001             | 140 000 |
| Autriche    | Or            | 30 décembre 2001 | 15 000  |
| Belgique    | Platine       | 2001             | 40 000  |
| France      | Platine       | 2001             | 500 000 |
| Allemagne   | Platine       | juin 2001        | 500 000 |
| Pays-Bas    | Or            | 2001             | 20 000  |
| Suède       | Platine       | 2001             | 20 000  |
| Suisse      | Or            | 2001             | 25 000  |
| Royaume-Uni | Platine       | 21 juin 2002     | 750 000 |